# سليمان الزين
سليمان علي الزين(1227 هـ - 1272 هـ)، ابن الشيخ علي الزين صاحب شحور، كان شاعرا كثير المبرات والعطاء وكان يقوم بنفقة غالب طلاب مدرسة جباع أيام الشيخ عبد الله نعمة.

## والده الشيخ علي الزين صاحب شحور
والده الشيخ علي الزين صاحب شحور.

بعد مقتل الزعيم العاملي ناصيف النصار، جمع العامليون قواتهم واحتشدوا في شحور وكانوا ألف فارس وراسلوا حمزة المحمد من آل علي الصغير ونصّبوه زعيما عليهم، ونهضوا إلى تبنين وقتلوا المتسلم العثماني فيها وهرب الكاتب إلى صيدا، ولما علم أحمد باش بالأمر أرسل عسكرا فأسر وقتل وحرق وأعدم حمزة المحمد بالخازوق.

بعد انهزامه أمام الجزار لجأ الشيخ علي الزين بن زين العابدين إلى الشام مع باقي أولاد ناصيف، فيما دخل احمد باشا الجزار بلدة شحور وأحرق ما فيها من الكتب. 

بعد الشام ذهب الشيخ علي الزين إلى العراق ومنها إلى الهند حيث أصبح وزيرا عند أحد ملوكها، وعند دخول الإنكليز للهند رجع إلى بلاده.

في العام 1838 م، توفي الشيخ علي الزين وخلفه ابنه البكر (سليمان الزين) بالزعامة.

## أولاد سليمان الزين

### الشيخ محمد بن سليمان الزين
ابن سليمان الزين، قرأ فترة مع أخيه الشيخ ابي خليل في مدرسة الشيخ عبد الله نعمة في جباع، وهو ذو باع في اللغة العربية وآدابها، له كتاب في الفقه أسماه (رسائل في الفقه) وكتاب آخر هو (شرح النظام) وكراريس أخرى، ابتلي بتدبير المعاش وغلب عليه التكسّب، ولد في صيدا عام 1246 هجرية، وتوفي في صيدا أيضا عام 1320 هجرية. ذهب إلى النجف وعاد عند وفاة والده ولم يكمل دراسته فيها. أعقب بخمسة أولاد برز منهم: 
- الشيخ محمد رضا بن محمد بن سليمان الزين': ولد في صيدا وتوفي في كفررمان عام 1366 هجري، كان عالما وشاعرا وأديبا. تلقى علومه الأولى في النبيطية ثم هاجر إلى العراق في العام 1316 وقرأ على الشيخ محمد كاظم الخرساني وعلى السيد محمد بحر العلوم وشيخ الشريعة الأصفهاني. وأثناء عودته غلى جبل عامل اندلعت الحرب العالمية الأولى فبق في الدجيل وعمل في الزراعة فترة، وبعد الحرب عاد إلى جبل عامل واستقرّ في كفررمان وشغل منصب لاقاضي الشرعي الجعفري في النبطية.[5]

### الشيخ حسين بن سليمان الزين
ابن سليمان المعروف بالشيخ أبي خليل، كان من العلماء وهو من تلامذة الشيخ عبد الله نعمة درس في مدرسة جباع الدينية وسكن فيها مدة طويلة وبعدها انتقل إلى بلدة جبشيت الجنوبية وأقام فيها، توفي في العام 1884 ودفن في النجف. أعقب بولدين:
- الشيخ خليل بن حسين بن سليمان الزين: من تلامذة الشيخ موسى شرارة. أعقب بخمسة أولاد برز منهم الشيخ محمد بن خليل بن حسين بن سليمان الزين الذي درس في النجف ثم عاد وأقام في بيروت وأسس جمعية الهداية والإرشاد وعمل على التقريب بين المذاهب الإسلامية ورافق المفتي حسن خالد في زيارته إلى الأزهر في مصر، له عدد من المؤلفات منها (تاريخ الفرق الإسلامية) و (الأصول والفروع الإسلامية).
- الشيخ عبد الكريم بن حسين بن سليمان الزين: والد المؤرّخ الشيخ علي الزين العاملي.

### الحاج علي بن سليمان الزين
ابن سليمان الزين، ولد في صيدا عام 1860 ميلادي، تلقى علومه في المدرسة الرشيدية، ثم انتقل إلى بلدة شحور وأقام فيها وتولى إدارة أملاك والده الشاسعة في شحور وصريفا، تزوّج من شاهزنان بنت الحاج حسن عسيران، توفي ودفن في شحور عام 1931 ميلادي. خلّف أربعة ذكور:
- الشيخ أحمد عارف الزين صاحب مجلة العرفان.
- الشيخ لبيب الزين.
- الحاج عاطف الزين.
- الحاج عبد الأعلى الزين.

### إسماعيل سليمان الزين
هو إسماعيل بن سليمان الزين، ورث الزعامة السياسية عن والده وأورثها لولده يوسف الزين.

## أعماله ونشاطه
انتقل سليمان الزين إلى صيدا حيث مارس أعمال التجارة 

كان معروفا عنه بالكرم وعمل الخيرات.

أصبح من أكبر التجار في مدينة صيدا. 

أقام علاقات وطيدة مع فؤاد باشا الذي كان مندوبا للصدر الأعظم.

ساهم في بناء مدرسة جباع العلمية الدينية التي كان يشرف عليها الشيخ عبد الله نعمة العاملي الحبوشي، حيث كان يتكفّل بكل تكاليفها السنوية ونفقاتها المالية.

## وفاته
توفي في العام 1872م/ (1272هـ)، وقام بالأمر من بعد ابنه إسماعيل الزين.